# Перевесье (Ковылкинский район)
Перевесье — село Ковылкинского района Республики Мордовия в составе Клиновского сельского поселения.

## География
Находится на расстоянии примерно 18 километров по прямой на запад-юго-запад от районного центра города Ковылкино.

## История
Предположительно село основали вольные переселенцы из села Перевесье Темниковского уезда в XVIII веке. В 1869 году учтено как казенное и владельческое село Наровчатского уезда из 32 дворов. Деревянная Николаевская церковь была построена в 1840 году.

## Население
Постоянное население составляло 98 человек (русские 98 %) в 2002 году, 93 в 2010 году.